# NRL
NRL (англ. Neural retina leucine zipper) – транскрипційний фактор основного домену лейцинової застібки (bZIP). Це білок, який специфічно експресується у хребетних, а саме в епіфізі і фоторецепторах паличок, але не в колбочках або інших типах клітин. NRL необхідний для диференціювання паличкових фоторецепторів під час розвитку сітківки Належить підсімейству MAF.

##### Локалізація гену
За допомогою Саузерн-блот аналізу геномної ДНК з гібридної панелі соматичних клітин людини/гризуна Ян-Фенг і Сваруп (1992) виявили ген NRL на 14 хромосомі людини. Гібридизація in situ з метафазними хромосомами віднесла ген до області 14q11.1-q11.2. Ділянка D14S46E тепер належить гену NRL. Вважається, що через специфічну модель експресії NRL може спричиняти захворювання сітківки.
Довжина поліпептидного ланцюга білка становить 237 амінокислот, а молекулярна маса — 25 940. Посттрансляційна модифікації включають фосфорилювання та диSUMO-лювання на Ліз-20

##### Функція
Кодований геномом білок за функцією належить до білків розвитку. 
Задіяний у таких біологічних процесах, як транскрипція, регуляція транскрипції, альтернативний сплайсинг. 
Білок має сайт для зв'язування з ДНК. 
Локалізований у ядрі.

NRL регулює експресію кількох специфічних для паличок генів, а міссенс-мутації в ньому спричиняють аутосомно-домінантний пігментний ретиніт у людини. Міттон та ін. (2003) використовували дріжджовий двогібридний скринінг, щоб ідентифікувати FIZ1, NRL-взаємодіючий білок у сітківці. FIZ1 пригнічував NRL-, але не CRX-опосередковану трансактивацію промоторної активності родопсину у тимчасово трансфікованій лінії клітин нирки мавпи.
| 10         |  | 20         |  | 30         |  | 40         |  | 50         |
| ---------- |  | ---------- |  | ---------- |  | ---------- |  | ---------- |
| MALPPSPLAM |  | EYVNDFDLMK |  | FEVKREPSEG |  | RPGPPTASLG |  | STPYSSVPPS |
| PTFSEPGMVG |  | ATEGTRPGLE |  | ELYWLATLQQ |  | QLGAGEALGL |  | SPEEAMELLQ |
| GQGPVPVDGP |  | HGYYPGSPEE |  | TGAQHVQLAE |  | RFSDAALVSM |  | SVRELNRQLR |
| GCGRDEALRL |  | KQRRRTLKNR |  | GYAQACRSKR |  | LQQRRGLEAE |  | RARLAAQLDA |
| LRAEVARLAR |  | ERDLYKARCD |  | RLTSSGPGSG |  | DPSHLFL    |  |            |

A: Аланін

C: Цистеїн

D: Аспарагінова кислота

E: Глутамінова кислота

F: Фенілаланін

G: Гліцин

H: Гістидин

K: Лізин

L: Лейцин

M: Метіонін

N: Аспарагін

P: Пролін

Q: Глутамін

R: Аргінін

S: Серин

T: Треонін

V: Валін

W: Триптофан

NRL регулює експресію кількох специфічних для паличок генів, наприклад RHO та PDE6B. Функціонує також як коактиватор транскрипції, стимулюючи транскрипцію, опосередковану транскрипційним фактором CRX і NR2E3. Зв’язується специфічним для послідовності способом з промотором родопсину.
Білки Crx (cone-rod homeobox), FIZ1 (Flt-3  interacting zinc finger) і TBP (TATA box binding protein) взаємодіють з NRL, щоб регулювати його транскрипційну активність в експресії цільового гена, родопсину. У свою чергу, під час регуляції експресії певного гена сітківки NRL може посилювати або пригнічувати транскрипцію наступними посттрансляційними модифікаціями, таких як фосфорилювання, SUMO-лювання, ацетилювання та убіквітинування, та шляхом фізичної взаємодії з геномними цис-регуляторними послідовностями або іншими регуляторними білками.